# ريجيس سيباسو
ريجيس سيباسو ولد في 12 سبتمبر 1994 وهو لاعب كرة قدم كندي محترف ومستقبل واسع لفريق مونتريال ألويت من الدوري الكندي لكرة القدم (CFL).

## مهنة جامعية
لعب سيباسو كرة القدم الجامعية مع مونتريال كارابنيز ، وانضم إلى الفريق في ستة 2014 ولعب على نطاق واسع و سرعان ما أثبت نفسه كقوة مهيمنة حيث حصل على لقب افضل لاعب في الموسم 2014  أنهى عامه كنحم بجائزة فانير كاب بعد تسجيل ستة استقبال لمسافة 90 ياردة في كاراباني في مباراة فانير كاب في مونتريال.  واصل تحقيق النجاح خلال مسيرته الجامعية التي استمرت خمس سنوات مع كارابني وانتهى به الأمر باعتباره المتلقي الرائد للبرنامج على الإطلاق مع 183 حفل استقبال لـ 2231 ياردة وتسعة هبوط في 38 مباراة مهنية. 

## الحياة الشخصية
ولد سيباسو في كينشاسا ، زائير ( جمهورية الكونغو الديمقراطية الآن)، لكنه انتقل إلى جنوب غرب مونتريال مع والديه عندما كان في الثالثة من عمره.  